# Anita Daussà Ramon
Anna Daussà Ramón (Palafrugell, 13 de desembre de 1884 - 19 de novembre de 1972) fou una empresària industrial catalana. Filla de l'empresari Melitón Daussà. L'empresa familiar passà a la seva mare quan va enviudar amb el nom de "Vda de Melitón Daussá" (1928-1934) i posteriorment l'heretà Anna Daussà i continuà amb el nom "Hija de Melitón Daussá". El 6 de febrer de 1904, a l'edat de 19 anys es casà amb Eduard Genís Girbal, de 33 anys. Com era habitual, dues nissagues d'industrials sureres s'unien en matrimoni per establir nous lligams comercials i ampliar el seu domini dins el mercat surer.
"Hija de Melitón Daussà" apareix en les matrícules industrials de Palafrugell des de 1935 i l'any 1961 encara estava en funcionament. En la matrícula industrial de 1935 consta que al carrer Llibertat tenia: - 1 màquina de llescar - 2 màquines de fer cilindres amb força motriu - 1 màquina de taps amb força motriu - 7 garlopes - 2 màquines de quadrar a mà.
Obté el certificat de productor nacional l'any 1936, es publica a la "Gazeta de Madrid" de 9 d'agost, on hi consta la següent informació: "con fábrica en la calle de Cervantes, número 3 (Gerona). Tapones de corcho de todas clases y calibres. La capacidad de producción en trescientos días y jornada de ocho horas de trabajo es de 47.000.000 de tapones.Fecha de expedición, 2 de mayo de 1936." l 
L'empresa d'Anna Daussà consta en diferents adreces segons els documents que es consulten. En el certificat consta al carrer Cervantes, a la mateixa adreça on tenia les oficines l'empresa del seu marit Eduard Genís. Les altres adreces on es menciona "Hija de Melitón Daussá" corresponen a l'espai de fabricació: carrer de la Llibertat, 2 l'any 1935, l'any 1943 al carrer Guifré, 7 i a les matrícules industrials de l'Ajuntament de Palafrugell hi consta el carrer de la Rajola, 11. L'any 1961, a part de cotitzar amb el nom "Hija de Melitón Daussà", també declara dues màquines de rebaixar i tres màquines de barrina separadament de l'empresa, al seu nom "Ana Daussá Ramon".
L'empresa s'associà al Fomento de la Industria Nacional Corcho-taponera.
En una carta de 24 de desembre de 1941 sol·licitant arpillera per embalatge de taps al Sindicato Nacional Textil. Delegación de Cataluña, preveu una exportació de 10.225 kg de taps a Oslo, Praga, Bremen i Lausana.